# ABBA Arena
De ABBA Arena is een concerthal van de Zweedse popgroep ABBA in het Queen Elizabeth Olympic Park in Londen speciaal gebouwd voor de ABBA Voyage concerten. Op deze locatie vinden de concerten plaats waarbij de ABBA-leden als virtuele avatars (genaamd 'ABBAtars') optreden, zoals de groep verscheen in 1979. De première vond plaats op 26 mei 2022, waarbij alle vier de leden van de voormalige popgroep voor het eerst in jaren samen in het openbaar verschenen.

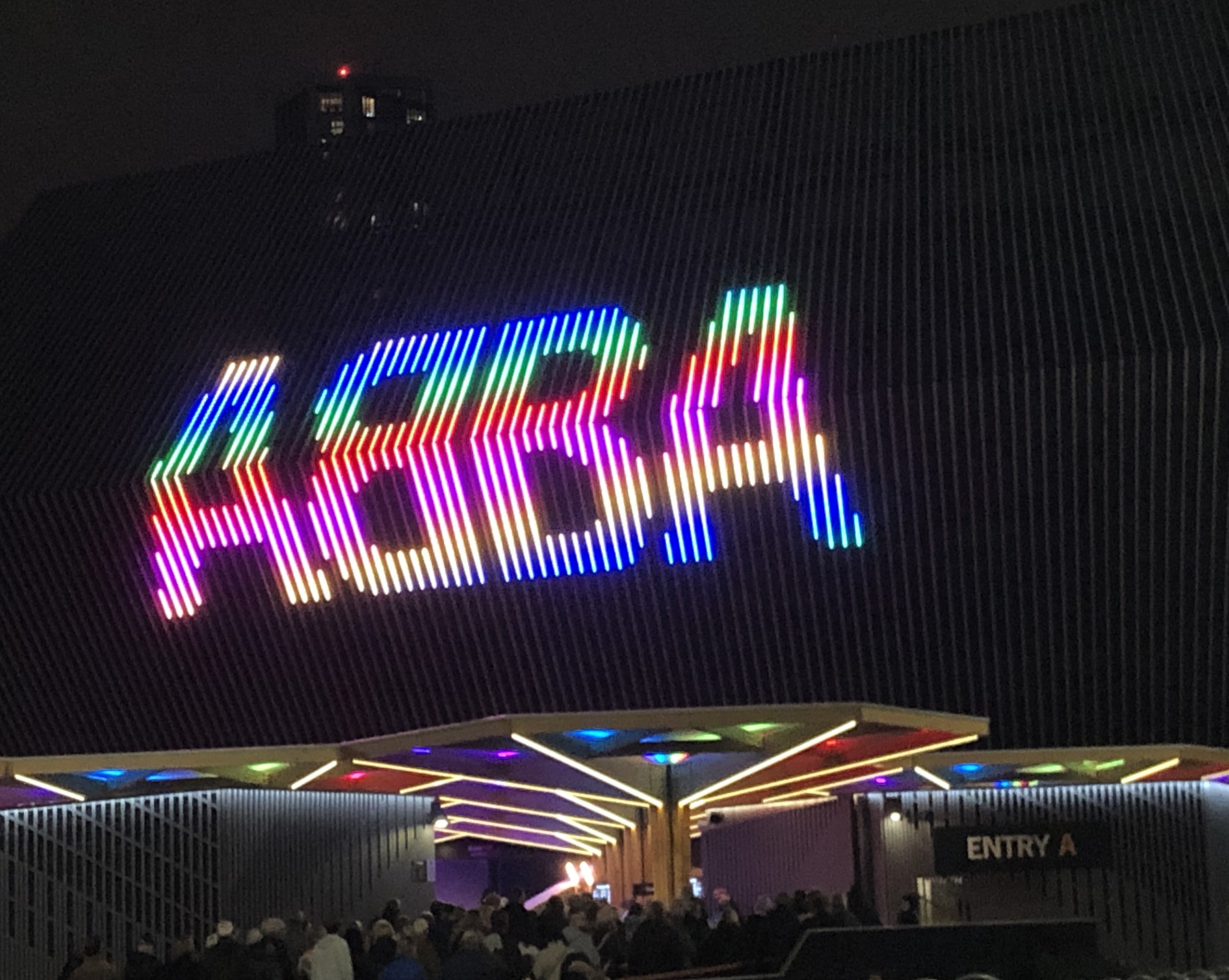
ABBA Arena (2022)

- MusicBrainz: 8e432b11-66c6-4923-9ced-55532d906ac1